# Évangiles de Clèves
 (février 2014).
L'Évangile de Clèves (ou Évangile de l'empereur Lothaire Ier) est un manuscrit carolingien illuminé, réalisé pour l'empereur Lothaire Ier en 852. 

## Origine
Ce manuscrit est attribué à l'école de la cour de l'empereur située à Aix-la-Chapelle en compagnie d'un manuscrit à Padoue (chapitre Bibliothèque, D 47) et d'un autre à Londres (British Library, Add. 37 768). Les trois codices partagent des similitudes stylistiques, reprenant les techniques de peinture de l'école du palais de Charlemagne et témoignent de l'influence de l'école de Reims.

## Description
Cet Évangile contient 241 feuilles en parchemin et mesure 325 x 245 mm. Le texte est entièrement écrit en minuscule carolingienne à l'encre d'or.
Lothaire donna le manuscrit à l'abbaye de Prüm. Il entra à la Bibliothèque nationale à Paris en 1802 et retourna à Berlin en 1819 où il se trouve maintenant à la Bibliothèque d’État (Mme theol. Lat. Folio 260). À l'occasion de la restitution de 1819 le manuscrit fut identifié à tort avec un évangile manquant à Clèves. Un billet collé sur la première feuille indique Évangile de Clèves de la main de Jacob Grimm. 